# Con aura ...senz'aura - Viaggio ai confini dell'arte
Con aura ...senz'aura - Viaggio ai confini dell'arte è un film documentaristico del 2003, diretto da Luciano Emmer.

## Trama
Luciano Emmer, in compagnia di Enrico Ghezzi, va alla ricerca delle immagini che ricordano i suoi interessi artistici, partendo dalle buie grotte di Lescaux va verso la luce attraverso le opere di Robert Delaunay, Michelangelo, Canova, Hieronymus Bosch, Leonardo da Vinci, Doré, Manet, Degas, Goya, ecc.
Voci recitanti: Enrico Ghezzi, Giancarlo Giannini (voce dei versi di Dante Alighieri) e Tomoko Tanaka (voce degli Haiku giapponesi).